# Саранин, Александр Александрович
Александр Александрович Саранин (род. 1955) — специалист в области физики поверхности, член-корреспондент РАН (2006).

## Биография
Родился 6 мая 1955 года в Порккала-Удд (Финляндия).
Ученик В. Г. Лифшица. С 1976 года работает в ИАПУ ДВО РАН, заведует лабораторией полупроводников и диэлектриков, заместитель директора ИАПУ по научной работе.
Читает курс лекций для студентов Дальневосточного государственного университета (ДВГУ), является членом диссертационного совета Д 212.056.08 ДВГУ.
В 2006 году — избран членом-корреспондентом РАН.

## Общественная позиция
В феврале 2022 года подписал открытое письмо российских учёных и научных журналистов с осуждением вторжения России на Украину и призывом вывести российские войска с украинской территории.

## Научная деятельность
Ведёт изучение процессов на поверхности твёрдых тел.
Специалист в области исследования процессов адсорбции и соадсорбции на поверхности кремния, в изучении формирования, структуры и состава поверхностных фаз, квантовых проволок, квантовых точек на кремнии — новых перспективных материалов для наноэлектроники.
При его участии были проведены пионерские работы по исследованию состава наноструктур на поверхности кремния методом сканирующей туннельной микроскопии с использованием оригинальной методики.
Он положил начало новому направлению в наноэлектронике — управляемому легированию нанокластеров на поверхности кремния и разработал методику анализа электронной структуры этих нанокластеров.
Автор более 160 печатных работ, из которых около 90 статей, опубликованных в реферируемых журналах, а более 70 из них в международных, таких как «Surface Science» и «Physical Review».

## Награды
- президентская стипендия за «Выдающиеся фундаментальные результаты» (2000)
- лауреат премии Губернатора Приморского края «За научные достижения на благо Приморья» (2000)
- лауреат конкурса фундаментальных научных работ ДВО РАН (1 премия) (1999)
- грамота Президиума РАН «За многолетнюю плодотворную работу» (1999)